# مفاعل حيوي ضوئي

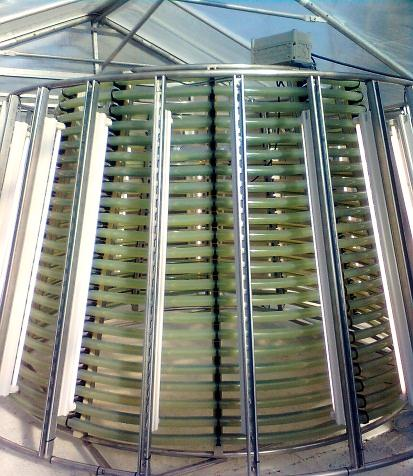
المفاعل الحيوي الضوئي من GICON GmbH

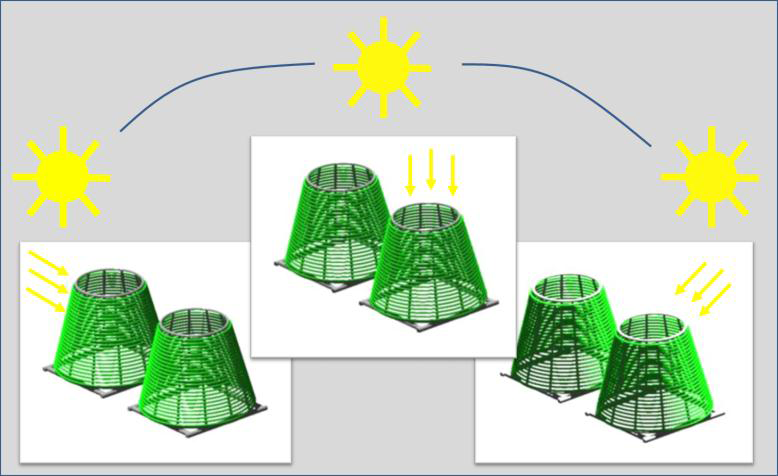
تغلغل الضوء المعزز إلى المفاعل الحيوي الضوئي خلال الدورة النهارية

المفاعل الحيوي الضوئي (أحيانًا يتم اختصاره إلى بي بي آر (PBR)) هو المفاعل الحيوي الذي يشتمل على بعض الأنواع من مصادر الضوء لتوفير مدخلات الطاقة الضوئية للمفاعل. بالإضافة إلى ذلك، يمكن رؤية بركة مفتوحة كمفاعل حيوي ضوئي، ولكن في الغالب يشير مصطلح المفاعل الحيوي الضوئي فقط إلى الأنظمة المغلقة، والأنظمة المغلقة على البيئة هي التي ليس لها تبادل مباشر للغازات والملوثات مع البيئة. وفي هذه الأيام، تنمو بعض الكائنات الحية الإكستريموفيلية (الكائنات الحية التي يمكن أن تنمو في ظروف قاسية) في البرك المفتوحة. ومع ذلك، فإن العديد من الطحالب الدقيقة الأخرى تبشّر بتطور إيجابي لإنتاج مجموعة متنوعة هائلة من المركّبات. كما يجب الحفاظ على المستنبتات الأحادية واستخدام المفاعلات الحيوية الضوئية المغلقة وذلك لزراعة أيضًا هذه الطحالب ومنتجاتها. ويمكن وصف المفاعلات الحيوية الضوئية بالمغلقة، وتم تصميم الأوعية المستنبتة المضيئة لإنتاج الكتلة الحيوية المراقبة من مستنبتات معلقة خلوية سائلة ضوئية التغذية. وتتمتع المفاعلات الحيوية الضوئية، على الرغم من تكاليفها، بالعديد من المزايا الكبرى التي تجعلها تتفوق على النظم المفتوحة. فهي يمكن أن:
- تمنع أو تقلل التلوث، ومن ثم السماح بزراعة الطحالب الممحوضة في المستنبتات الأحادية (المستنبت الذي يتكون من نوعٍ واحد فقط من أنواع الطحالب الدقيقة).
- تقدم أفضل رقابة على الأوضاع الاستنباتية الحيوية (درجة الحموضة، شدة الإضاءة، ثاني أكسيد الكربون، درجة الحرارة).
- تمنع تبخر الماء،
- تقلل عمليات فقد ثاني أكسيد الكربون بسبب تصاعد الغازات،
- تسمح بتركيزاتٍ خلوية أعلى.
- تسمح بإنتاج المواد الدوائية الحيوية المعقّدة، مثل تلك الموجودة في الطحالب المعطلة وراثيًا، في إطار شروط ممارسات التصنيع الجيدة (GMPconditions)، وهي تقنية حيوية معروفة باسم الزراعة الجزيئية [6]

من ناحية أخرى، تحتوي المفاعلات الحيوية الضوئية على العديد من العوامل المحددة، منها: التبريد والخلط والتحكم في تراكم الأكسجين والطاقة الحيوية. ونتيجة لذلك، فإن بناء وتشغيل هذه الأنظمة يحتاج إلى تكلفة أعلى من البرك. وتخضع أنظمة الجيل القادم الأرخص سعرًا للتطوير في الوقت الحالي، كما يعمل المهندسون على استغلال المنتجات الثانوية لإنتاج طحالب دقيقة جذابة تجاريًا. ويمكن العثور على لمحة عامة عن نظم الإنتاج في صفحة البحث الخاصة بمركز أبحاث وجامعة واجينيجن (Wageningen UR).

## المفاعلات الحيوية الضوئية على غرار مبدأ «شجرة عيد الميلاد»
كان النهج المبتكر لإنتاج الطحالب، والذي تم تناوله على نطاقٍ واسع في أدب التقنية الحيوية وأقر به المركز الألماني للبحوث والابتكارات في نيويورك بصفته «ابتكار شهر مايو 2012م»، نتاجًا لتطوير الشركة الهندسية الألمانية للمفاعلات الحيوية الضوئية. ويوضّح التصميم الظروف المثالية للإشعاع الضوئي / الحراري، وإنتاجية السطح المرتفع، قف الإنتاجي العالي، وإمكانية التطبيع نتيجة لأعمال الهندسة التدريجية والأعمال الحلزونية المرفقة، ونظام الدائرة المزدوجة الشفاف.
ومن خلال استخدام مواد مبتكرة، يتم تصغير الغطاء الحيوي أثناء زراعة الطحالب الدقيقة، وبالتالي تحدث زيادة كبيرة في التركيز النهائي للكتلة الحيوية مقارنة بالنظم الأخرى. ويضمن المزج بين الاضطراب الناجم عن النبض وتصميم النظم المغلقة حدوث عمليات مقاومة للتلوث مع توفر النظم المرتفعة.
وقد تم وصف هذا النظام المبتكر على نطاقٍ واسع في أدب التقنية الحيوية واعترف به المركز الألماني للبحوث والابتكار في نيويورك بصفته «ابتكار شهر مايو 2012».

## وصلات خارجية
- Bioreactors